# Roger Dewolf
Roger Dewolf (Tielt, 7 aprile 1908 – Bruxelles, 5 novembre 1992) è stato un ciclista su strada francese, professionista dal 1933 al 1934.

## Carriera
Il suo nome è legato soprattutto alla Liegi-Bastogne-Liegi dove nel 1933 giunse secondo.

## Palmarès
- 1933

Circuito di Durbuy

## Piazzamenti

### Classiche monumento
- Liegi-Bastogne-Liegi

1933: 2º